# 大衛·詹金斯
大衛·威金森·詹金斯（英語：David Wilkinson Jenkins，1936年6月29日—），美國花式滑冰運動員，曾獲冬季奧運會與世界錦標賽冠軍，退役後成為醫師。

## 生平
詹金斯生於美國俄亥俄州阿克倫。1960年，他於加州斯闊谷奪得奧運冠軍。他在1957至1960年間稱霸男子單人滑項目四年，緊接在其兄海耶斯·艾倫·詹金斯連得四年世錦賽冠軍並於1956年奪下奧運金牌之後。
作為花式滑冰選手，他以有力的跳躍聞名。現存一段攝於1957年的影片，其中詹金斯表演了三周半跳（3A），二十一年後才有選手在比賽中完成這個動作。
1960年奧林匹克運動會後，詹金斯拒絕參加1960年世界錦標賽，而轉為職業表演者。他向就讀的凱斯西儲大學醫學院請假，以隨冰之歌舞團表演。自醫學院畢業後，他成為執業醫師。

## 賽事成績
| 賽事       | 1954 | 1955 | 1956 | 1957 | 1958 | 1959 | 1960 |
| ---------- | ---- | ---- | ---- | ---- | ---- | ---- | ---- |
| 冬奧       |      |      | 3rd  |      |      |      | 1st  |
| 世錦賽     | 4th  | 3rd  | 3rd  | 1st  | 1st  | 1st  |      |
| 北美錦標賽 |      | 2nd  |      | 1st  |      |      |      |
| 美錦賽     | 2nd  | 2nd  | 3rd  | 1st  | 1st  | 1st  | 1st  |